# محمد الحسین
محمد الحسین (انگلیسی: Mohammed Al-Husain؛ زادهٔ ۱۰ آوریل ۱۹۶۰) یک ورزشکار اهل عربستان سعودی است.
از باشگاه‌هایی که در آن بازی کرده‌است می‌توان به تیم ملی فوتبال عربستان سعودی اشاره کرد.
وی همچنین در تیم ملی فوتبال Saudi Arabia بازی کرده است.